# Завійник колючий
Завійник колючий, личинник колючий (Scorpiurus muricatus L.) — вид квіткових рослин родини бобові (Fabaceae), поширений у Середземномор'ї, Криму й Західній Азії. Етимологія: лат. murex — «колючка, шип», лат. atus — прикметниковий суфікс для іменників.

## Опис
Це однорічна трав'яниста рослина. Голі чи злегка запушені стебла до 60 см. Листя 65–120(160) мм. Суцвіття з 1–5 квітів на стеблах до 2 разів довші, ніж листя, голі. Віночок 8–12 мм, жовтий. Плоди 2,5–3,5 мм шириною. Насіння 1,6–2,1 × 4,2 до 4,8 мм, жовтувате або чорнувате.

## Поширення, екологія
Країни поширення: Африка: Алжир; Єгипет; Лівія; Марокко; Туніс; Ефіопія. Західна Азія: Кіпр; Іран [пд.]; Ірак; Ізраїль; Йорданія; Ліван; Сирія; Туреччина. Європа: Україна — Крим; Албанія; Болгарія; Колишня Югославія; Греція [вкл. Крит]; Італія [вкл. Сардинія, Сицилія]; Франція [пд. і Корсика]; Португалія; Гібралтар; Іспанія [вкл. Балеарські острови].
Росте на луках, узбіччях доріг і полях; 0–1200 м. Квіти та фрукти з березня по червень.
В Україні зростає на сухих відкритих схилах — на південному макросхилі Кримських гір, рідко (від Сімеїзу до Алупки).

## Галерея

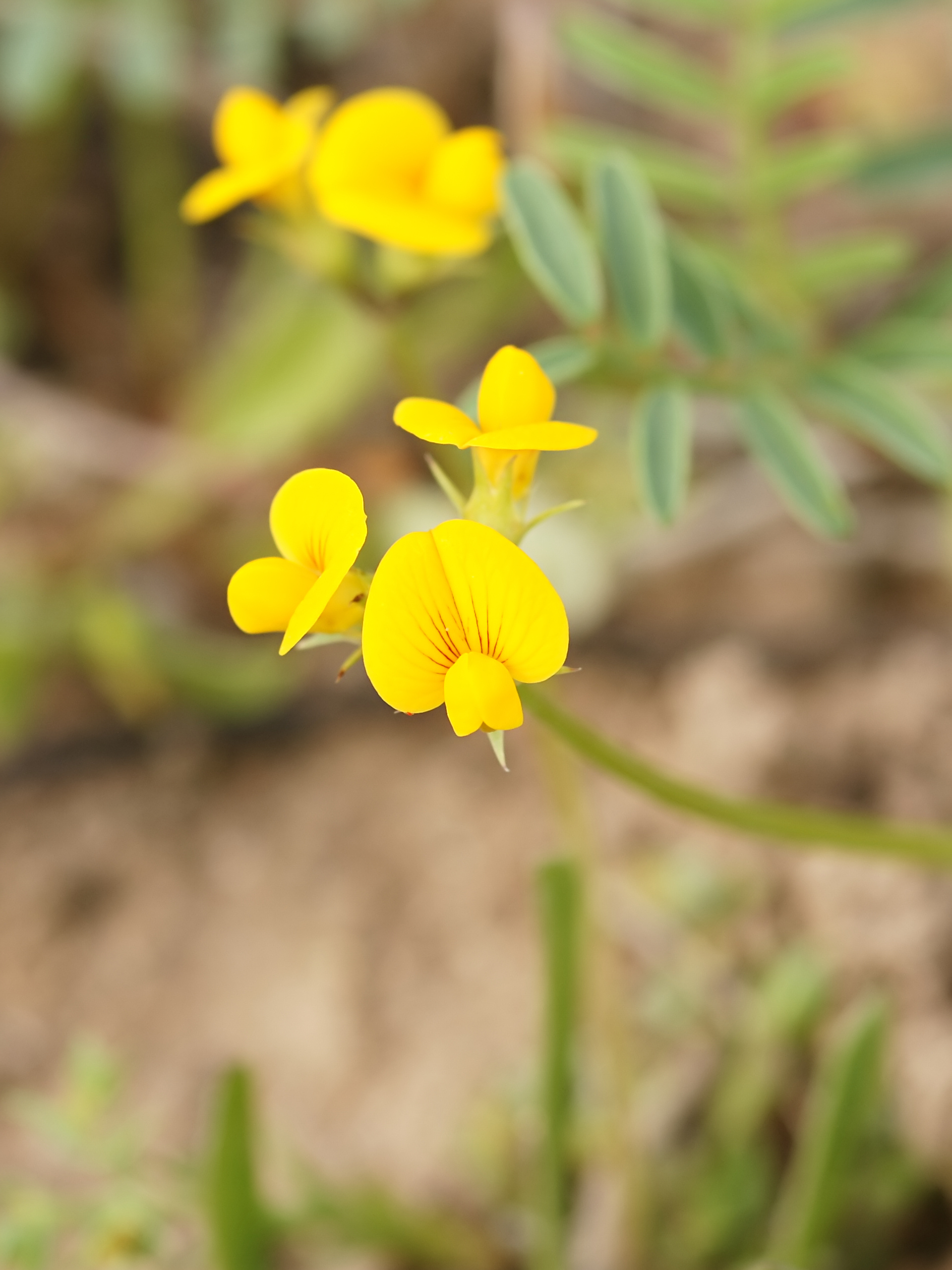
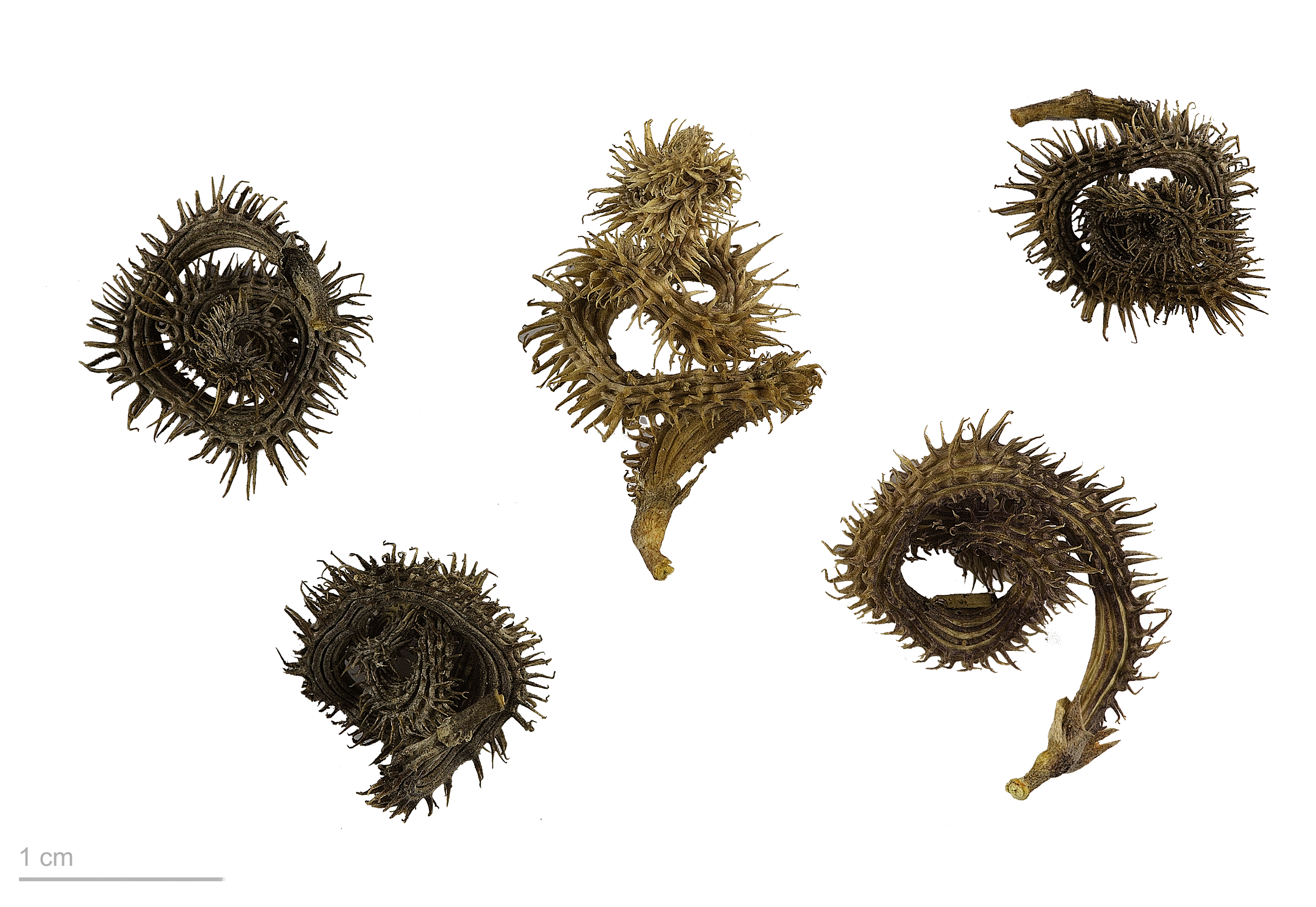
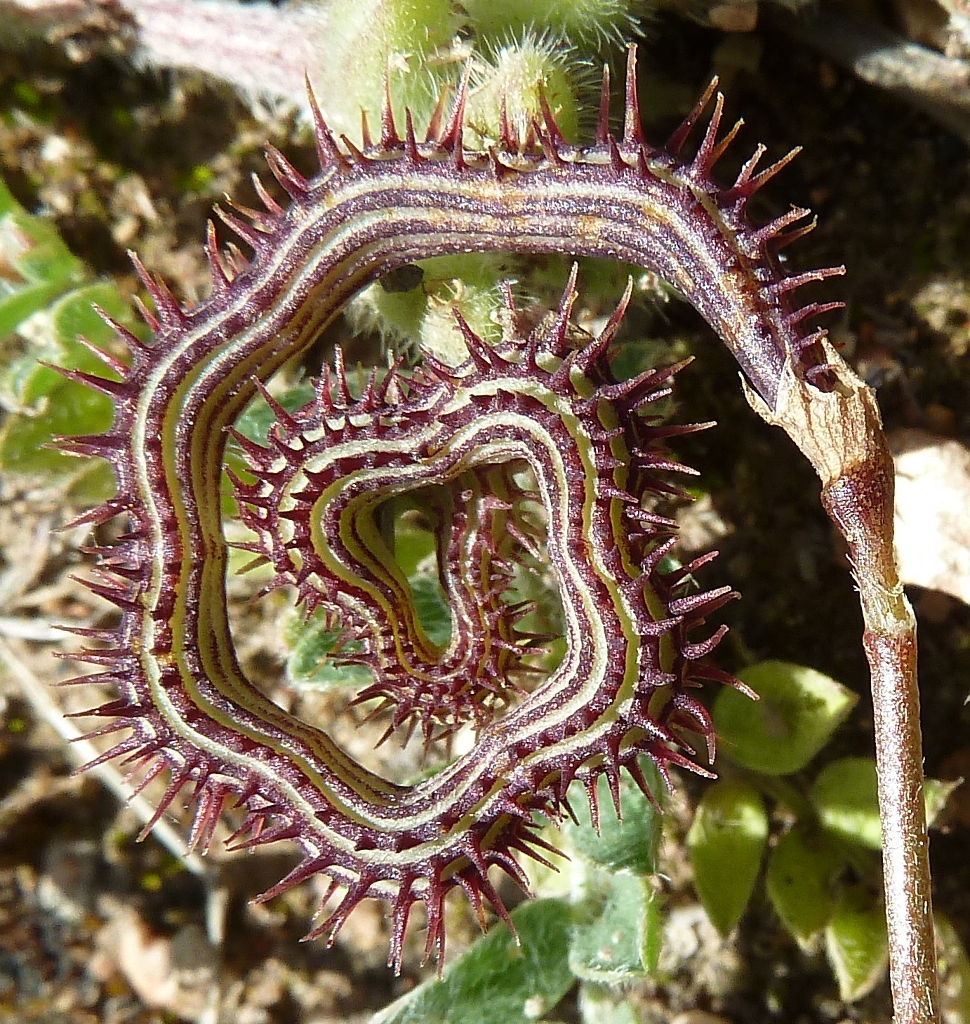
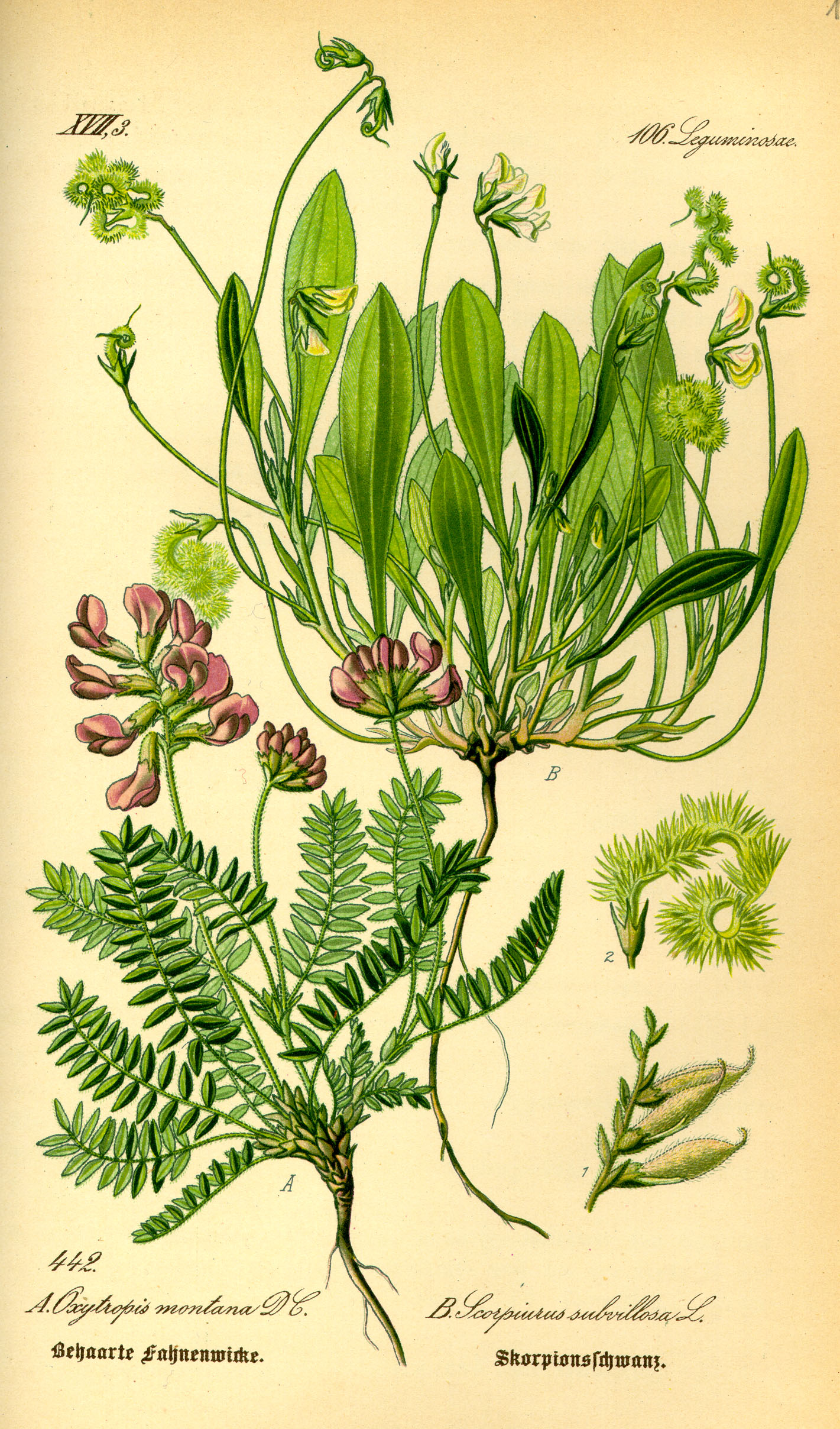